# Maria Landi
Maria Landi (Bardi, 18 febbraio 1570 – Monaco, 19 gennaio 1599) è stata una nobile italiana che divenne consorte del Signore di Monaco per matrimonio.

## Biografia

### Infanzia e giovinezza
Era figlia di Claudio Landi, terzo principe di Val di Taro e della moglie Juana Fernández de Córdoba y Milà de Aragón.
Nel 1592 fu reggente del principato di Val di Taro per conto del fratello, Federico (1573-1661), impegnato in Spagna al servizio del sovrano.

### Matrimonio

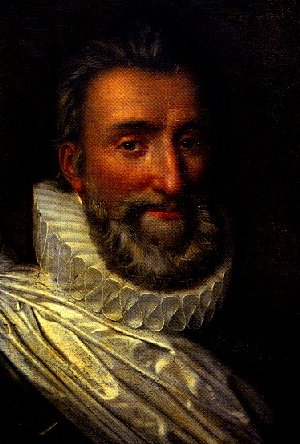
Ercole di Monaco in un ritratto del XVII secolo

Sposò Ercole di Monaco il 15 dicembre 1595, diventando così signora consorte di Monaco.

### Morte
Morì per i postumi del parto il 19 gennaio 1599.

## Discendenza
Dal matrimonio tra Maria e Ercole di Monaco nacquero tre figli:
- Giovanna Maria (29 settembre 1596–23 novembre 1620), sposò Giangiacomo Teodoro Trivulzio, Conte di Melzo, Principe di Musocco.
- Onorato II (Monaco, 24 dicembre 1597–Monaco, 10 gennaio 1662), sposò Ippolita Trivulzio.
- Maria Claudia, suora carmelitana a Genova (1º gennaio 1599–1668).